# فالکوم
فالکوم (نروژی: Falkum) یک منطقهٔ مسکونی در نروژ است که در شین واقع شده‌است. فالکوم ۱۵٬۲۳۴ نفر جمعیت دارد.